# Румен Христов (футболист)
Румен Христов (роден на 22 март 1975 г.), наричан по прякор Ромарио, е бивш български футболист, нападател.

## Биография
Роден е на 22 март 1975 г. в Пловдив. Играл е за отборите на Марица (Пловдив), ЦСКА, Ботев (Пловдив), Локомотив (София), Добруджа и Черноземен. Носител на купата на страната през 1999 г. с ЦСКА. Вицешампион през 2000 и бронзов медалист през 1998 г. За купата на УЕФА има 10 мача и 1 гол за ЦСКА. Има 3 мача и 1 гол за националния отбор.

## Статистика по сезони
- Марица – 1992/93 – В група, 8 мача/1 гол
- Марица – 1993/94 – Б група, 18/5
- Марица – 1994/95 – Б група, 26/8
- ЦСКА – 1995/пр. – A група, 8/1
- ЦСКА – 1995/96 – A група, 22/4
- ЦСКА – 1996/ес. - A група, 4/1
- Марица – 1997/пр. - A група, 14/2
- Ботев (Пд) – 1997/ес. - A група, 5/1
- ЦСКА – 1998/пр. – A група, 3/1
- ЦСКА – 1998/99 – A група, 23/9
- ЦСКА – 1999/00 – A група, 17/3
- Локомотив (Сф) – 2000/01 – A група, 11/2
- Локомотив (Сф) – 2001/02 – A група, 26/3
- Добруджа – 2002/ес. - A група, 6/1
- Черноземен – 2003/пр. - А ОФГ, 17/8
- Марица – 2003/04 – В група, 24/9